# Paul Patrick Chomnycky
Paul Patrick Chomnycky (Vancouver, 19 maggio 1954) è un vescovo cattolico canadese, dal 3 gennaio 2006 eparca di Stamford.

## Biografia
Paul Patrick Chomnycky è nato a Vancouver, in Canada, il 19 maggio 1954. Suo padre, Stephan, era immigrato in Canada nel 1948 dal villaggio di Wilchiwchyk, nella contea di Husiatyn, nell'Oblast' di Ternopil', Ucraina, mentre sua madre, Jessie Delawski, è nata a Musidora, nell'Alberta. Ha una sorella gemella, Patricia, che è insegnante di scuola elementare a Maple Ridge, nella Columbia Britannica. Entrambi i suoi genitori sono morti nel 1996.

### Formazione e ministero sacerdotale
Nel 1980 ha conseguito la laurea in commercio presso l'Università della Columbia Britannica. Ha poi lavorato come contabile per due anni. Il 13 novembre 1982 è entrato nel noviziato del monastero dell'Ordine basiliano di San Giosafat a Glen Cove. Ha studiato filosofia presso il Pontificio ateneo Sant'Anselmo a Roma per due anni e teologia presso la Pontificia Università Gregoriana nella stessa città per quattro anni conseguendo la laurea in sacra teologia nel 1990.
Il 16 giugno 1984 ha emesso la prima professione. Il 1º gennaio 1988 ha emesso la professione solenne a Roma. Il 1º ottobre 1988 è stato ordinato presbitero nella chiesa della Protezione della Beata Vergine Maria a New Westminster da monsignor Jeronim Isidore Chimy, eparca di New Westminster. Tornato in patria è stato vicario parrocchiale della parrocchia dei Santi Pietro e Paolo a Mundare dal 1990 al 1991; parroco di Lamont dal 1991 al 1992; vicario parrocchiale della parrocchia di San Basilio a Edmonton dal 1992 al 1994; parroco della parrocchia della Beata Vergine Maria a Vancouver dal 1994 al 1997; superiore del monastero dei Santi Pietro e Paolo a Mundare e parroco della parrocchia annessa dal 1997 al 2000 e superiore del monastero di San Basilio il Grande a Edmonton dal 2000 al 2002 e parroco della parrocchia annessa dal 2001 al 2002.
È stato anche direttore del Museo dei Padri Basiliani di Mundare, membro del consiglio provinciale dei padri basiliani del Canada e membro del collegio dei consultori dell'eparchia di Edmonton.

### Ministero episcopale
Il 5 aprile 2002 papa Giovanni Paolo II lo ha nominato esarca apostolico per i fedeli ucraini di rito bizantino residenti in Gran Bretagna e vescovo titolare di Buffada. Ha ricevuto l'ordinazione episcopale l'11 giugno successivo nella chiesa di San Basilio il Grande a Edmonton dal cardinale Ljubomyr Huzar, arcivescovo maggiore di Leopoli degli Ucraini, co-consacranti l'arcieparca metropolita di Winnipeg Michael Bzdel e l'eparca di Edmonton Lawrence Daniel Huculak. Ha preso possesso dell'esarcato il 16 dello stesso mese.
Il 3 gennaio 2006 papa Benedetto XVI lo ha nominato eparca di Stamford. Ha preso possesso dell'eparchia il 20 febbraio successivo.
Nel maggio del 2012 e nel febbraio del 2020 ha compiuto la visita ad limina.

## Genealogia episcopale
La genealogia episcopale è:
- Patriarca Geremia II Tranos
- Arcivescovo Michal Rahoza
- Arcivescovo Hipacy Pociej
- Arcivescovo Iosif Rucki
- Arcivescovo Antin Selava
- Arcivescovo Havryil Kolenda
- Arcivescovo Kyprian Žochovs'kyj
- Arcivescovo Lev Zaleski
- Arcivescovo Jurij Vynnyc'kyj
- Arcivescovo Luka Lev Kiszka
- Vescovo György Bizánczy
- Vescovo Inocențiu Micu-Klein, O.S.B.M.
- Vescovo Mihály Emánuel Olsavszky, O.S.B.M.
- Vescovo Vasilije Božičković, O.S.B.M.
- Vescovo Grigore Maior, O.S.B.M.
- Vescovo Ioan Bob
- Vescovo Samuel Vulcan
- Vescovo Ioan Lemeni
- Arcivescovo Spyrydon Lytvynovyč
- Arcivescovo Josyf Sembratowicz
- Cardinale Sylwester Sembratowicz
- Arcivescovo Julian Kuiłovskyi
- Arcivescovo Andrej Szeptycki, O.S.B.M.
- Cardinale Josyp Ivanovyč Slipyj
- Cardinale Ljubomyr Huzar, M.S.U.
- Vescovo Paul Patrick Chomnycky, O.S.B.M.